# Кокс, Брайан (актёр)
Бра́йан Де́нис Кокс (англ. Brian Denis Cox; род. 1 июня 1946, Данди, Шотландия, Великобритания) — британский и американский актёр, который работал с Королевской шекспировской труппой, где получил признание за роль Короля Лира.
Он также известен по ролям в фильмах «Идентификация Борна», «Превосходство Борна», «Люди Икс 2», «Храброе сердце», «Академия Рашмор», «Восстание планеты обезьян», «Троя» и «Доктор Кто». Он также был первым актёром, сыгравшим Ганнибала Лектера, в фильме «Охотник на людей» (1986).
Обладатель двух премий Лоренса Оливье, премии Гильдии киноактёров, «Эмми», «Джемини» и «Золотой глобус», Кокс также был номинирован на премию BAFTA.

## Ранние годы
Кокс родился в Данди, Шотландия, в семье рабочих, римских католиков. Его предки происходят из Ирландии и Шотландии. Он самый младший из 5 детей в семье и единственный сын своих родителей. Он потомок ирландских мигрантов, перебравшихся в Шотландию. Его мать, Мэри Энн Гиллерлин (в девичестве МакКанн), была прядильщицей и работала на помолке джута. Она страдала от различных нервных болезней пока Кокс был ребёнком. Его отец, Чарльз Макардл Кэмпбелл Кокс работал на забое скота, а позднее владел магазином и умер, когда Коксу было 8 лет. Воспитанием Кокса занимались 4 его старших сестры. Он вступил в городской театр Dundee Repertory Theatre в возрасте 14 лет.
Кокс учился в начальной школе St Mary’s Forebank, а затем в средней школе St Michael’s Junior (обе в Данди), которую он оставил в 15 лет. После того, как он проработал в театре Dundee Repertory Theatre в течение нескольких лет, он пошёл в драматическую школу при Лондонской академии музыкального и драматического искусства и учился там два года с 17 до 19 лет.

## Личная жизнь

### Браки и семья
Кокс развелся со своей первой женой, Каролин Бёрт. У пары двое детей, Маргарет и Алан, который также актёр. Он наиболее известен по ролям в фильмах «Молодой Шерлок Холмс», а также по роли юного Джона Мортимера в телефильме по его пьесе «A Voyage Round My Father» (1982), где он играл вместе с Лоренсом Оливье.
Кокс женат вторым браком на актрисе Николь Ансари с 2002 года. Пара воспитывает двух сыновей и проживает в Нью-Йорке.

### Благотворительность
Кокс является покровителем Шотландского молодёжного театра. Здание театра в Глазго, The Old Sheriff Court, названо «the Brian Cox Studio Theatre» (Театр-студия им. Брайана Кокса) в его честь. Он также оказывает поддержку «THE SPACE», тренировочной площадке для актёров и танцоров в Данди, своем родном городе, а также является «послом» Screen Academy Scotland.
11 февраля 2010 года Кокс был выбран 12-м Ректором Университета Данди студентами самого учебного заведения. Он был также переизбран в январе 2013 года. С июля 2008 года он является почетным доктором университета Нейпира в Эдинбурге.
В апреле 2010 года Кокс вместе с Иэном Маккелленом и Элеанор Брон снялись в серии телереклам для поддержки организации «Age UK», недавно созданной благотворительной организации, которая заботится и помогает пожилым людям. Все актёры освободили время от других проектов и снялись в этой рекламе бесплатно.
14 апреля 2012 года Кокс стал 10-м Великим Маршалом на нью-йоркском городском параде.

### Общественная позиция
В 2022 году выступил против российского военного вторжения на Украину и призвал к солидарности с теми россиянами, которые выступают против войны. Отдельно выразил сочувствие к российским актёрам, сценаристам и критикам, которым внушили, что они ни слова не могут сказать в поддержку Украины, — под страхом государственной измены.

### Награды
31 декабря 2002 года Кокс стал командором ордена Британской империи (CBE).

## Избранная фильмография
| Год       |     | Русское название                     | Оригинальное название                          | Роль                         |
| --------- | --- | ------------------------------------ | ---------------------------------------------- | ---------------------------- |
| 1971      | ф   | Николай и Александра                 | Nicholas and Alexandra                         | Лев Троцкий                  |
| 1978      | с   | Дьявольская корона                   | The Devil's Crown                              | король Генрих II Плантагенет |
| 1980      | с   | Тереза Ракен                         | Thérèse Raquin                                 | Лорен Леклер                 |
| 1983      | ф   | Король Лир                           | King Lear                                      | герцог Бургундский           |
| 1984      | ф   | Кантор Святого Томаса                | The Cantor of St Thomas’s                      | Иоганн Себастьян Бах         |
| 1984      | ф   | Папа Иоанн-Павел II                  | Pope John Paul II                              | отец Го́ра                    |
| 1986      | ф   | Охотник на людей                     | Manhunter                                      | Ганнибал Лектер              |
| 1990      | ф   | За завесой секретности               | Hidden Agenda                                  | Керриган                     |
| 1991      | тф  | Забытый язык журавлей                | The Lost Language of Cranes                    | Бенджамин Оуэн               |
| 1993      | тф  | Стрелки Шарпа                        | Sharpe's Rifles                                | майор Майкл Хоган            |
| 1993      | тф  | Орёл Шарпа                           | Sharpe's Eagle                                 | майор Майкл Хоган            |
| 1994      | ф   | Железная воля                        | Iron Will                                      | Агнус МакТиг                 |
| 1995      | ф   | Роб Рой                              | Rob Roy                                        | Келлерн                      |
| 1995      | ф   | Храброе сердце                       | Braveheart                                     | Эрджил Уоллес                |
| 1996      | ф   | Мерцающий                            | The Glimmer Man                                | мистер Смит                  |
| 1996      | ф   | Долгий поцелуй на ночь               | The Long Kiss Goodnight                        | доктор Натан Уолдмэн         |
| 1997      | ф   | Боксёр                               | The Boxer                                      | Джо Хэмил                    |
| 1998      | ф   | Академия Рашмор                      | Rushmore                                       | доктор Нельсон Гаггенхейм    |
| 1998      | ф   | Продавцы Венеры                      | Merchants of Venus                             | дядя Владимир                |
| 1999      | ф   | Лишённый жизни                       | The Minus Man                                  | Даг Дарвин                   |
| 2000      | мтф | Нюрнберг                             | Nuremberg                                      | рейхсмаршал Герман Геринг    |
| 2000      | ф   | Цена победы                          | A Shot at Glory                                | Мартин Смит                  |
| 2000      | ф   | Долгота                              | Longitude                                      | лорд Мортон                  |
| 2001      | ф   | Суперполицейские                     | Super Troopers                                 | капитан Джон О’Хэйген        |
| 2001      | ф   | Ложь                                 | L.I.E.                                         | Большой Джон Харриган        |
| 2001      | ф   | История с ожерельем                  | The Affair of the Necklace                     | министр Бретей               |
| 2002      | ф   | Идентификация Борна                  | The Bourne Identity                            | Ворд Эбботт                  |
| 2002      | ф   | Звонок                               | The Ring                                       | Ричард Морган                |
| 2002      | ф   | Адаптация                            | Adaptation.                                    | Роберт Макки                 |
| 2002      | ф   | 25-й час                             | 25th Hour                                      | Джеймс Броган                |
| 2003      | ф   | Люди Икс 2                           | X2                                             | Уильям Страйкер              |
| 2003      | ки  | Manhunt                              | Manhunt                                        | режиссёр Лайонел Старквезер  |
| 2004      | ф   | День расплаты                        | The Reckoning                                  | Тобиас                       |
| 2004      | ф   | Троя                                 | Troy                                           | Агамемнон                    |
| 2004      | ки  | Killzone                             | Killzone                                       | Сколар Висари                |
| 2004      | ф   | Превосходство Борна                  | The Bourne Supremacy                           | Уард Эбботт                  |
| 2005      | ф   | Матч-пойнт                           | Match point                                    | Алек Хьюит                   |
| 2005      | ф   | Симулянт                             | The Ringer                                     | Гэри Баркер                  |
| 2005      | ф   | Ночной рейс                          | Red Eye                                        | Джо Ризерт                   |
| 2006      | ф   | На острой грани                      | Running with Scissors                          | доктор Финч                  |
| 2007      | ф   | Зодиак                               | Zodiac                                         | Мэлвин Бэлли                 |
| 2007      | мф  | Битва за планету Терра               | Battle for Terra                               | генерал Хеммер               |
| 2007      | ф   | Мой домашний динозавр                | The Water Horse: Legend of the Deep            | старый Агнус                 |
| 2007      | ф   | Кошелёк или жизнь                    | Trick 'r Treat                                 | мистер Криг                  |
| 2008      | ф   | Рыжий                                | Red                                            | Эвери Ладлоу                 |
| 2008      | ф   | Побег из тюрьмы                      | The Escapist                                   | Фрэнк Перри                  |
| 2008      | мф  | Агент Краш                           | Agent Crush                                    | Спэннерс                     |
| 2009      | ки  | Killzone 2                           | Killzone 2                                     | Сколар Висари                |
| 2009      | ф   | Обличитель                           | Tell-Tale                                      | Филип Ван Дорен              |
| 2009      | с   | Прикуп                               | The Take                                       | Оззи                         |
| 2009      | мф  | Бесподобный мистер Фокс              | Fantastic Mr. Fox                              | репортёр c телевидения       |
| 2009      | с   | День триффидов                       | The Day of the Triffids                        | Дэннис Мейсон                |
| 2010      | с   | Доктор Кто                           | Doctor Who                                     | голос старшего уда           |
| 2010      | ф   | РЭД                                  | RED                                            | Иван Симонов                 |
| 2010      | тф  | Крушение «Лаконии»                   | The Sinking of the Laconia                     | капитан Шарп                 |
| 2011      | ф   | Железный рыцарь                      | Ironclad                                       | Олбани                       |
| 2011      | ф   | Восстание планеты обезьян            | Rise of the Planet of the Apes                 | Хэнк Лэндон                  |
| 2011      | ф   | Гражданин гангстер                   | Citizen Gangster                               | Гловер Бойд                  |
| 2011      | ф   | Кориолан                             | Coriolanus                                     | Менений Агриппа              |
| 2012      | ки  | Syndicate                            | Syndicate                                      | Джек Денэм                   |
| 2012      | ф   | Грязная кампания за честные выборы   | The Campaign                                   | Рэймонд                      |
| 2013      | ф   | Кровь                                | Blood                                          | Лэнни Фэйрбёрн               |
| 2013      | ф   | РЭД 2                                | RED 2                                          | Иван Симонов                 |
| 2013      | ф   | Экстрасенс 2: Лабиринты разума       | Mindscape                                      | Себастьян                    |
| 2013      | ф   | Приключение в пространстве и времени | An Adventure in Space and Time                 | Сидни Ньюман                 |
| 2014      | с   | Игра                                 | The Game                                       | Папочка                      |
| 2014—2014 | с   | Шетланд                              | Shetland                                       | Магнус Бэйн                  |
| 2015      | ф   | Пиксели                              | Pixels                                         | адмирал Портер               |
| 2015      | ф   | Заброшенный                          | Forsaken                                       | Джеймс Маккарди              |
| 2016      | ф   | Демон внутри                         | The Autopsy of Jane Doe                        | Томми Тилден                 |
| 2016      | с   | Война и мир                          | War and Peace                                  | генерал Кутузов              |
| 2017      | ф   | Черчилль                             | Churchill                                      | Уинстон Черчилль             |
| 2018—2023 | с   | Наследники                           | Succession                                     | Логан Рой                    |
| 2019      | с   | Благие знамения                      | Good Omens                                     | Смерть                       |
| 2020      | ф   | Залив тишины                         | The Bay of Silence                             | Милтон                       |
| 2020      | ф   | Момент истины                        | Last Moment of Clarity                         | Жиль                         |
| 2021      | ф   | Разлука                              | Separation                                     | Риверс                       |
| 2024      | мф  | Тем Рождеством                       | That Christmas                                 | Санта Клаус                  |
| 2024      | мф  | Властелин колец: Война рохирримов    | The Lord Of The Rings: The War Of The Rohirrim | Хельм Молоторукий            |